# Letland op het Eurovisiesongfestival 2016

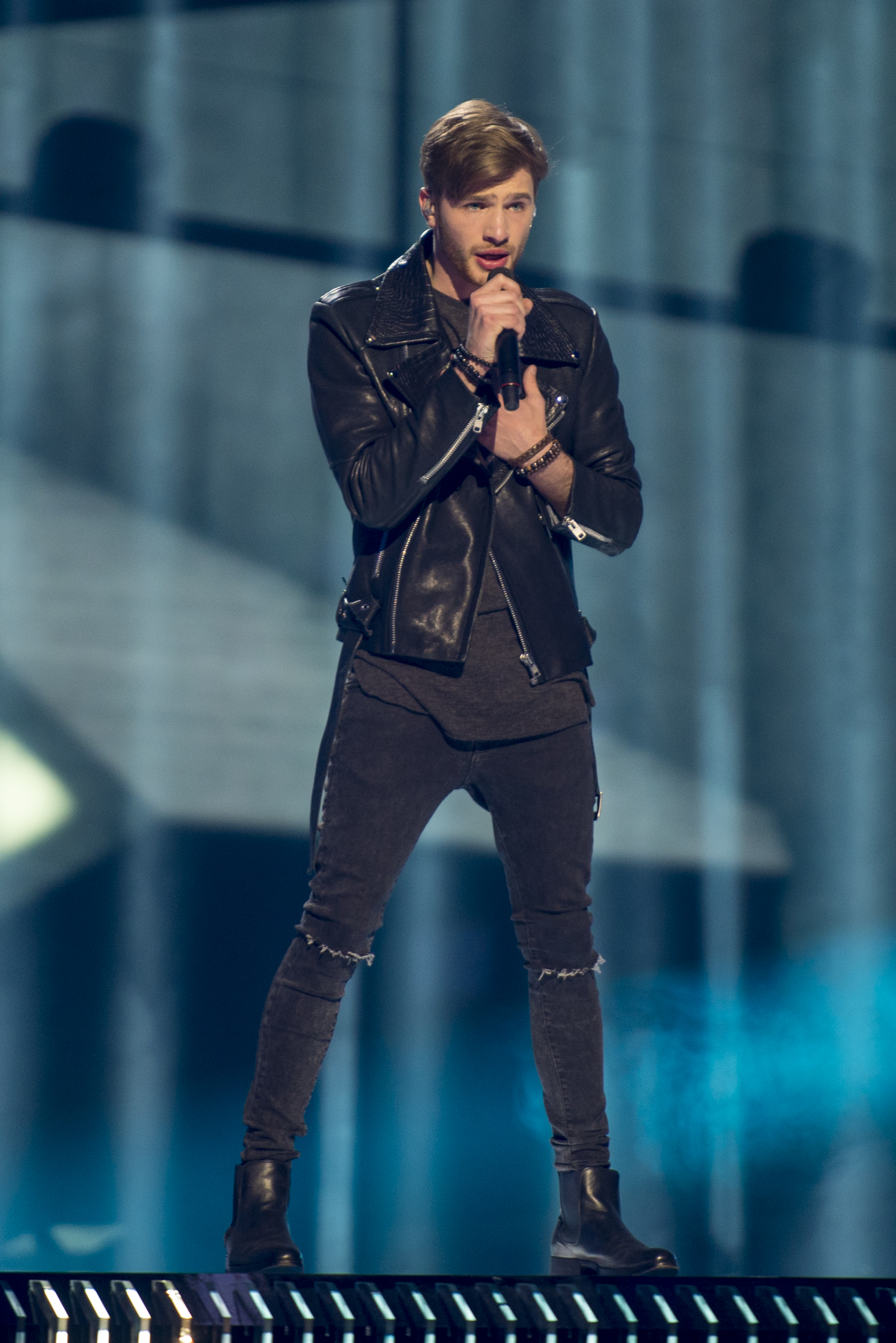
Letland tijdens de repetities in Stockholm.

Letland nam deel aan het Eurovisiesongfestival 2016 in Stockholm, Zweden. Het was de 17de deelname van het land aan het Eurovisiesongfestival. LTV was verantwoordelijk voor de Letse bijdrage voor de editie van 2016.

## Selectieprocedure
De Letse openbare omroep gaf op 27 mei 2015 aan te zullen deelnemen aan de volgende editie van het Eurovisiesongfestival. In september maakte de Letse openbare omroep bekend dat het net als een jaar eerder Supernova zou gebruiken om diens act voor het Eurovisiesongfestival te selecteren.
Geïnteresseerden kregen van 7 september tot en met 1 november 2015 de tijd om hun inzending over te maken aan de Letse openbare omroep. Uiteindelijk ontving LTV 120 nummers en de applicatie van 88 geïnteresseerde artiesten. Een internationale en een Letse jury bepaalden tezamen welke artiesten uitgenodigd werden voor de audities. Er werden 31 artiesten weerhouden. Twintig van hen mochten uiteindelijk deelnemen aan Supernova 2016.
Supernova 2016 verliep over zes weken. De eerste twee afleveringen werden vooraf opgenomen en toonden de voorbereidingen van de deelnemers. Vervolgens waren er twee voorrondes, gevolgd door één halve finale en de grote finale, op 28 februari. Alle shows werden net als een jaar eerder gepresenteerd door Ketija Šēnberga en Toms Grēviņš. Tijdens de voorrondes en de halve finale gingen de twee acts met de meeste stemmen door naar de volgende ronde. Het publiek kon stemmen via televoting en via het internet. Een jury koos vervolgens ook nog twee acts uit die door gingen. De vakjury bestond uit Intars Busulis, Ieva Kerēvica, Guntars Račs en Kaspars Roga. Na haar optreden in de halve finale besloot Samanta Tīna zich terug te trekken uit de competitie. Tijdens de grote finale werd de winnaar  autonoom bepaald door het grote publiek, wederom via televoting en een stemming op het internet. Justs kwam, net als in de eerste voorronde en de halve finale, als winnaar uit de bus.

## Supernova 2016

### Eerste voorronde
7 februari 2016
| Plaats | Artiest              | Lied               | Stemmen |
| ------ | -------------------- | ------------------ | ------- |
| 1      | Justs                | Heartbeat          | 5.180   |
| 2      | Catalepsia           | Damnation          | 2.336   |
| 3      | Ivo Grīsniņš Grīslis | We are the light   | 1.855   |
| 4      | Marta Grigale        | Choices            | 1.480   |
| 5      | Samanta Tīna         | We live for love   | 1.446   |
| 6      | ElectroFolk          | Miracle drums      | 779     |
| 7      | Edvards Grieze       | New day            | 487     |
| 8      | Rūta Dūduma          | Being a friend     | 309     |
| 9      | Sabīne Berezina      | My inspiration     | 296     |
| 10     | Paula Dukure         | Look in the mirror | 164     |

### Tweede voorronde
14 februari 2016
| Plaats | Artiest        | Lied                | Stemmen |
| ------ | -------------- | ------------------- | ------- |
| 1      | Markus Riva    | I can               | 2.276   |
| 2      | MyRadiantU     | We will be stars    | 1.980   |
| 3      | Samanta Tīna   | The love is forever | 1.600   |
| 4      | Marta Ritova   | Not from this world | 1.505   |
| 5      | Dvines         | Set it on fire      | 1.394   |
| 6      | Mārtiņš Ruskis | Still holding stars | 1.021   |
| 7      | Iluta Alsberga | On hold             | 955     |
| 8      | Crow Mother    | Demons              | 604     |
| 9      | Miks Dukurs    | Paradise            | 530     |
| 10     | Madara Grēgere | You and I           | 411     |

### Halve finale
21 februari 2016
| Plaats | Artiest              | Lied                | Stemmen |
| ------ | -------------------- | ------------------- | ------- |
| 1      | Justs                | Heartbeat           | 5.400   |
| 2      | Catalepsia           | Damnation           | 3.385   |
| 3      | Markus Riva          | I can               | 2.909   |
| 4      | MyRadiantU           | We will by stars    | 2.891   |
| 5      | Marta Ritova         | Not from this world | 2.482   |
| 6      | Ivo Grīsniņš Grīslis | We are the light    | 1.229   |
| 7      | Marta Grigale        | Choices             | 861     |
| 8      | Samanta Tīna         | The love is forever | 0       |

### Finale
28 februari 2016
| Plaats | Artiest      | Lied                | Stemmen |
| ------ | ------------ | ------------------- | ------- |
| 1      | Justs        | Heartbeat           | 20.725  |
| 2      | Catalepsia   | Damnation           | 18.914  |
| 3      | MyRadiantU   | We will be stars    | 6.651   |
| 4      | Marta Ritova | Not from this world | 5.041   |

## In Stockholm
Letland trad in Stockholm in de tweede halve finale op donderdag 12 mei 2016 aan. Justs opende de show van achttien acts, gevolgd door Michał Szpak uit Polen. Letland wist zich te plaatsen voor de finale op zaterdag 14 mei.
In de finale trad Letland als twintigste van de 26 acts aan en eindigde als 15de.